# فرانك ويلسون
فرانك ويلسون (بالإنجليزية: Frank Norman Wilson)‏ (و. 1890 – 1952 م) هو طبيب قلب، من الولايات المتحدة الأمريكية، ولد في ليفونيا، توفي عن عمر يناهز 62 عاماً.

## التعليم
تعلم في جامعة ميشيغان.